# مت برنینگر
متیو دونالد برنینگر (انگلیسی: Matthew Donald Berninger؛ زادهٔ ۱۳ فوریه ۱۹۷۱) خواننده-ترانه‌سرای آمریکایی است که عمدتاً به‌خاطر پیشروی گروه موسیقی ایندی راک آمریکایی د نشنال شناخته می‌شود. در سال ۲۰۱۴، او پروژه EL VY را به همراه برنت ناپف از رومانا فالز و منومنا بنیان‌گذاری کرد و در نوامبر ۲۰۱۵ آلبوم برگشت به ماه (انگلیسی: Return to the Moon) را منتشر کرد. در مه ۲۰۲۰، برنینگر تایتل ترک نخستین آلبوم استودیویی‌اش، زندان مارپیچ، را به اشتراک گذاشت که آلبوم در اکتبر ۲۰۲۰ منتشر شد.
برنینگر به خاطر صدای باریتون کلاسیکش شناخته می‌شود. او از سال ۱۹۹۹ میلادی تاکنون مشغول فعالیت بوده‌است.